# Камачо, Эктор
Э́ктор Кама́чо (исп. Héctor Camacho, 24 мая 1962, Баямон, Пуэрто-Рико — 24 ноября 2012, там же) — пуэрто-риканский боксёр-профессионал, выступавший в различных лёгких весовых категориях. 
Чемпион мира во втором полулёгком весе (WBC, 1983), лёгком (WBC, 1985) и первом полусреднем (WBO , 1989 и 1991). Так же чемпион в четырёх менее престижных организациях по другим весовых категориям. Формально Камачо стал первым боксёром, которому удалось стать чемпионом мира в семи весовых категориях. Был известен своей экспрессивной манерой поведения, спектаклями на ринге и за его пределами, за что получил прозвище «Мачо».

## Ранняя жизнь и любительская карьера
Камачо родился в Баямоне, Пуэрто-Рико. Отец Эктор Луис Камачо-старший, и мать Мария Матиас. Эктор был младшим из пяти детей, брата Феликс и сестры Ракель, Эстрелла, и Эсперанса. Когда ему было три года, его родители развелись, и мать взяла детей с собой в Нью-Йорк. Они жили в жилищной коммуне испанского Гарлема. Камачо часто попадал в неприятности, дрался, и в 15 лет был посажен в тюрьму. Вскоре Эктор открыл для себя спорт, и остановил свой выбор на боксе.
Как любитель, Камачо выиграл трижды в Нью-Йорке чемпионат «Золотые перчатки». Камачо выиграл в 1978 году (112 фунтов) юношеский чемпионат, в 1979 году (118 фунтов) Открытый Чемпионат и 1980 году (119 фунтов) Открытый Чемпионат.
Ник Камачо «мачо» было трактован по-разному. По словам отца, он дал ему прозвище, потому что он был младшим сыном. По данным Нью-Йорк Таймс, его наставник Пэт Фланнери, он дал ему прозвище во время своего подросткового возраста. Сам Камачо утверждал что ему дал прозвище, коллега на работе, который не смог выговорить его фамилию.

## Брак и семья
У Камачо было в общей сложности четверо сыновей, старший сын от ранних отношений, и трое во время брака. Его старший сын, Гектор «Machito» Камачо-младший (родился в 1978 году в Нью-Йорке, когда Камачо было 16) также стал профессиональным боксёром и выиграл чемпионат.
Супруга Камачо, Эми Торрес. У них было три сына: Кристиан (родился 1 декабря 1989 года), Джастин (р. 1992), и Тайлер Камачо (р. 1998). В 1998 году Эми получила запретительный судебный приказ против Камачо, утверждая, что он угрожал ей и одному из своих сыновей. Они развелись в 2007 году.

## Профессиональная карьера
После звёздной любительской карьеры, Камачо начал быстрое восхождение на аренах профессионального ринга.
В декабре 1981 года, Эктор завоевал титул чемпиона Северной Америки по версии NABF во втором полулёгком весе.
В 1982 году Камачо прервал победную серию трёх непобеждённых боксёров. В 1983 году победил по очкам непобеждённого кубинца Ирлеиса Переса (25-0).

### Второй полулёгкий вес
7 августа 1983 года, в своём 22 поединке на профессиональном ринге, завоевал вакантный титул чемпиона мира по версии WBC во втором полулёгком весе.

### Лёгкий вес
В апреле 1985 года перешёл в лёгкую весовую категорию, и завоевал там титул чемпиона Северной Америки.
В августе этого же года победил мексиканца Хосе Луиса Рамиреса (90-5), и стал чемпионом мира по версии WBC в лёгком весе.
В декабре 1985 года провёл промежуточный поединок, в котором победил по очкам американского боксёра, ныне известного популярного тренера Фредди Роуча.
Дважды защитил титул в 1986 году, и снова поднялся на более высокую весовую категорию.

### Второй лёгкий вес
В 1989 году завоевал титул чемпиона мира по версии WBO во втором лёгком весе, победив в спорном бою американца Рэя «Бум-Бум» Манчини (29-3).
23 февраля 1991 года, с 38 боями на профессиональном ринге, в третьей защите титул чемпиона мира, потерпел первое поражение по очкам от Грега Хогена. Решение было спорным, и был назначен реванш. Эктор снова завоевал титул чемпиона мира.
12 сентября 1992 года, Эктор Камачо вышел на ринг с легендарным спортсменом из Мексики, боксёром с колоссальным и рекордным послужным списком, Хулио Сесаром Чавесом. Чей рекорд составлял 81-0. В бою за титул чемпиона мира по версии WBC, во втором лёгком весе, Чавес нанёс Камачо второе поражение по очкам.

### Полусредний вес
29 января 1994 года, Камачо проиграл по очкам молодому соотечественнику Феликсу Тринидаду (21-0). В бою за титул чемпиона мира по версии IBF в полусреднем весе, Эктор потерпел третье поражение по очкам.
В январе 1995 года Камачо нокаутировал американца Тодда Форреста и завоевал малопрестижный титул чемпиона мира по версии IBC в полусреднем весе.
В августе 1995 года во второй защите титула нокаутировал непобеждённого американца Гэри Киркланда (23-0)

### Средний вес
22 мая 1996 года поднялся в среднюю весовую категорию, и победил по очкам известного панамца, Роберто Дурана, и снова завоевал титул чемпиона мира по версии IBC.
Провёл четыре промежуточнх боя, и победил ещё одного легендарного боксёра который решил вернуться в ринг. В 5-м раунде Эктор нокаутировал Шугара Рэя Леонарда.

### Возвращение в полусредний и второй полусредний вес
После победы над Леонардом, Эктор встретился с американской звездой, Оскаром Де Ла Хойей в бою за титул чемпиона мира по версии WBC в полусреднем весе, Де Ла Хойя доминировал весь бой и в 9-м раунде отправил Эктора на канвас. Пуэрториканец всё же встал, и смог продержаться до финального гонга. Камачо разгромно проиграл по очкам.
11 августа 1998 года победил опытного американца Тони Менефи (62-4), и завоевал титул чемпиона мира по версии IBC во втором полусреднем весе.
В 2001 году снова победил панамца, Роберто Дурана (103-15), и завоевал титул чемпиона по версии NBA.
В 2005 году завершил карьеру, но восстановил её три года спустя.
В 2008 году Эктор снова завоевал титул чемпиона мира. Нокаутировал в 7-м раунде американца Пелла Балларда (20-1), и стал чемпионом мира по версии WBF.
В мае 2010 года в возрасте 48 лет провёл свой последний поединок на профессиональном ринге. который проиграл по очкам.
Проведя в итоге 88 поединков на профессиональном ринге, Эктор Камачо ни разу не проиграл досрочно.

## Проблемы с законом

### Ограбление магазина 2005 год
6 января 2005 года Камачо был арестован полицией в Галфпорте (Миссисипи) по обвинению в попытке ограбить магазин электронных товаров под воздействием экстази. В 2007 году он признал себя виновным и признал употребление наркотических веществ во время преступления. Он был приговорён к 7 годам лишения свободы, но приговор был смягчён на один год условно и 14 дней пребывания в колонии.

### Нападения на Камачо 2011 год
В 2011 году стал жертвой нападения преступников. В Камачо трижды выстрелили из пистолета, но он не подал на них в суд.

### Обвинение в жестоком обращении с детьми
В ноябре 2011 года прокурор штата Флорида выписал ордер на арест Камачо за жестокое обращение с детьми. Он был обвинен в нападении и нанесении побоев собственному сыну-подростку в своем доме вместе с бывшей женой Камачо в марте 2011 года. Камачо сдался властям Флориды в апреле 2012 года. После внесения залога в $5000 он был освобожден.

## Стрельба 2012 года и смерть
20 ноября 2012 года, около 7 вечера, Камачо был застрелен одиночным выстрелом в челюсть, в родном городе Баямон, (Пуэрто-Рико). Ряд информационных агентств сообщили, что пятидесятилетний Камачо сидел на пассажирском сиденье автомобиля друга и был расстрелян неизвестными из проезжавшего мимо внедорожника. Водитель автомобиля, Адриан Мохика Морено, друг детства Камачо, был убит во время нападения. Камачо был доставлен в больницу Сан-Пабло в Баямоне, где он, как сообщается, находится в критическом состоянии. Полиция сообщила о том, что фургон был найден, и в нём находилось 9 мешков кокаина.
Пуля пробила левую часть челюсти Камачо и сломала пятый и шестой шейные позвонки, это вызвало поражение сонной артерии, которое ограничило приток крови к мозгу. Сначала врачи объявили, что Камачо имеет большие шансы выжить, но может быть парализован, но после того, как он перенёс остановку сердца в течение ночи, они сказали, что его мозговая деятельность была очень низкой. На следующее утро было объявлено, что его мозг умер. Эктор Камачо был официально объявлен мёртвым после сердечного приступа на следующий день и отключён от аппарата искусственного дыхания.